# Vadym Malachatko

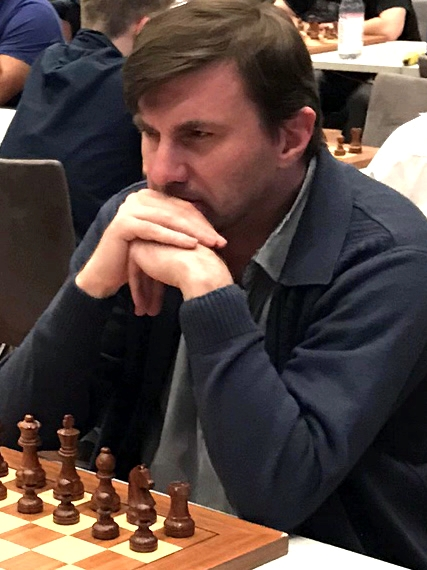
Vadym Malachatko, Karlsruhe 2019

Vadym Volodimirovitsj Malachatko (Oekraïens: Вадим Володимирович Малахатько) (Kiev, 22 maart 1977 – aldaar, 5 juni 2023) was een Oekraïense schaker met FIDE-rating 2488 in 2017. Hij was sinds 1999 een grootmeester (GM).

## Individuele resultaten
- In 1997 en 1998 speelde hij in Aloesjta in het toernooi om het kampioenschap van Oekraïne, hij eindigde als vijfde.
- In 1999 werd hij tweede op het toernooi in Aloesjta.[1]
- In 1999 en 2004 werd hij kampioen van Kiev.
- In 2004 won hij het Internationale Open toernooi in Pic d'Anie, het Internationale Open toernooi in La Fère, het 3e Chess Open in Condom[2] en het FE-toernooi in Bergamo.
- In 2005 won hij de Bad Zwestener Schachtage, het ZMD Open in Dresden en het Mielenska Perla Baltiku-toetnooi in Mielno.
- In juli 2005 werd in La Fère het vierde internationaal open La Fère gespeeld waarin de grootmeesters Viesturs Meijers uit Letland en Vadym Malachatko met 7.5 punt uit negen ronden gelijk eindigden. Na de tie-break werd Meijers eerste. Er deden 185 spelers mee.
- In augustus 2005 speelde Vadym Malachatko mee in het Hogeschool Zeeland schaaktoernooi te Vlissingen en eindigde daar na de tie-break op de achtste plaats met 7 punt uit negen ronden. Het toernooi werd met 7.5 punten gewonnen door Friso Nijboer.
- In november 2005 speelde hij mee in het Leuven open 2005 dat met 6.5 uit 7 door Vladimir Jepisjin gewonnen werd. Malachatko eindigde 5.5 punt op de vijfde plaats.
- In 2006 won hij in januari het Hilton Open in Basel, in maart het International Master Tournament in Brugge.
- In 2006 won hij in juni de Coppa Citta' die Monti op Sardinië en in juli de Politiken Cup in Høje-Taastrup, bij Kopenhagen[3]
- In oktober 2006 eindigde hij bij de Europese snelschaak-kampioenschappen in Warschau als tweede na Yuri Drozdovski.

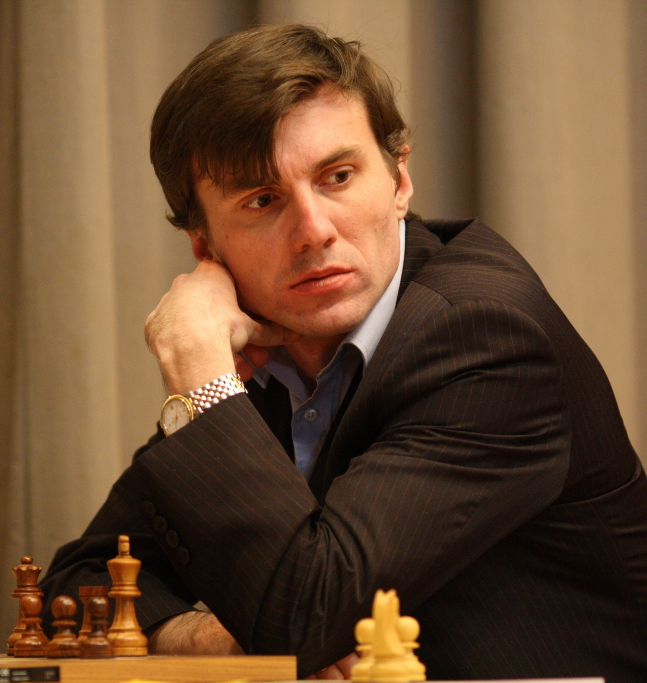
Vadym Malachatko (2009)

- In januari 2007 won hij opnieuw het Hilton Open in Bazel en oktober 2007 werd hij tweede bij de Winterthurer Schachwoche.
- In 2007 werd hij gedeeld 2e-4e met Loek van Wely en Alexei Fedorov in de President's Cup in Bakoe.[4]
- In hetzelfde jaar eindigde hij gedeeld 2e–7e met Kiril Georgiev, Dimitrios Mastrovasilis, Mircea Parligras, Hristos Banikas en Dmitry Svetushkin in het Acropolis International Schaaktoernooi.[5]
- In januari 2008 won hij, gedeeld met Nidjat Mamedov en Valeriy Neverov, het 83e internationale toernooi in Hastings[6]; in juli 2008 won hij in Esbjerg het Versterhavsturneringen, ook North Sea Cup genaamd, in augustus 2008 won hij een grootmeestertoernooi in Panevėžys.
- In februari 2009 won hij met een halve punt voorsprong het Arcapita International in Manama, in Bahrein[7]; ook won hij het 17e Fajr International op Kish.
- In september 2009 werd hij gedeeld 2e–3e met Edvins Kengis op het Al Saleh 8e International Open in Jemen[8]
- In november 2009 werd Malachatko gedeeld 3e–8e met Anton Filippov, Elshan Moradiabadi, Merab Gagunashvili, Alexander Shabalov en Niaz Murshed in het Ravana Challenge toernooi in Colombo[9]
- In 2010 werd hij gedeeld 1e-3e met Tigran Gharamian en Deep Sengupta bij het 24e Open Pierre and Vacances toernooi[10]
- In 2011 won hij de 8e editie van het Balagna Open in Corsica[11]

## Resultaten met nationale teams
Voor Oekraïne speelde hij op de Schaakolympiade in 2000 in Istanboel aan het tweede reservebord, Oekraïne eindigde op een derde plaats. In 2001 won het Oekraïense team in Jerevan het Wereldkampioenschap schaken voor landenteams, waarbij Malachatko aan het tweede reservebord speelde. Bij het (door Nederland gewonnen) Europees schaakkampioenschap voor landenteams in 2001, gehouden in León, speelde Malachatko aan het vierde bord.

## Schaakverenigingen
Malachatko speelt in de bondscompetities voor schaakclubs in Oekraïne, Frankrijk en Spanje (in 2007 und 2008 voor de internationale schaakschool Kasparow-Marcote). In de Duitse bondscompetitie speelde hij van 2007 tot 2012 voor SV Mülheim-Nord. In België won hij in 2008 met Club Bredene de bondscompetitie.

## Persoonlijk leven
Vadym Malachatko was gehuwd met schaakgrootmeester bij de vrouwen (WGM) en Internationaal Meester (IM) Anna Zozulia. Sinds januari 2007 speelden Malachatko en zijn vrouw in de Belgische schaakcompetitie.
Malachatko overleed op 46-jarige leeftijd aan een hartaanval.

## Externe koppelingen
- (en)   Informatie over schaakpartijen van Vadym Malachatko op ChessGames.com
- (en)   Informatie over schaakpartijen van Vadym Malachatko op 365chess.com
- (en)  FIDE-ratinggegevens voor Vadym Malachatko